# Halbkörper (Geometrie)
Ein Halbkörper (englisch: Semifield) ist in der synthetischen Geometrie ein Quasikörper, in dem beide Distributivgesetze gelten. Wie die Quasikörper treten solche Halbkörper als Koordinatenbereiche affiner und projektiver Translationsebenen auf. Halbkörper sind eine Verallgemeinerung der Schiefkörper und der Alternativkörper: Die multiplikative Verknüpfung im Halbkörper muss weder das Assoziativgesetz noch die (schwächere) Alternativität erfüllen.
Ein Halbkörper, der kein Alternativkörper ist, wird als echter Halbkörper (englisch: proper semifield) bezeichnet. Es existieren echte endliche Halbkörper, die also keine Körper sind, dagegen ist die multiplikative Verknüpfung in endlichen Alternativkörpern und endlichen Schiefkörpern stets assoziativ und kommutativ. Damit sind echte endliche Halbkörper (und Fastkörper) unter den Ternärkörpern, also unter allen endlichen algebraischen Strukturen, die als Koordinatenbereiche für nicht-desarguessche affine oder projektive Ebenen in Betracht kommen, diejenigen, die einem Körper am nächsten kommen. Endlichen Halbkörpern kann analog zu Körpern eine Primzahl als Charakteristik zugeordnet werden.
Eine projektive Ebene, die mit einem Halbkörper K koordinatisiert werden kann, gehört in der Klassifikation projektiver Ebenen einer der Lenz-Klassen V oder VII an, ist K kein Alternativkörper, dann der Lenz-Klasse V.

## Definitionen

### Halbkörper
Eine Menge {\displaystyle K} mit den zweistelligen Verknüpfungen {\displaystyle +,\;\cdot } und zwei verschiedenen Strukturkonstanten {\displaystyle 0,1\in K} heißt Halbkörper, wenn die folgenden Axiome gelten:
1. {\displaystyle (K,+)} ist eine abelsche Gruppe mit neutralem Element 0.[6]
2. {\displaystyle (K\setminus \lbrace 0\rbrace ,\cdot )} ist eine Loop mit dem neutralen Element 1, also eine Quasigruppe mit einem zugleich links- und rechtsneutralen Element 1.
3. {\displaystyle a\cdot 0=0\cdot a=0} gilt für alle {\displaystyle a\in K}.
4. Es gelten beide Distributivgesetze: {\displaystyle a\cdot (b+c)=a\cdot b+a\cdot c} und {\displaystyle (b+c)\cdot a=b\cdot a+c\cdot a} für alle {\displaystyle a,b,c\in K}.

Gleichwertig zu diesem Axiomensystem ist:
- {\displaystyle (K,+,\cdot ,0,1)} ist ein Links- und zugleich ein Rechtsquasikörper.

Knuth hat das folgende gleichwertige Axiomensystem angegeben:
1. {\displaystyle (K,+)} ist eine Gruppe mit neutralem Element 0.
2. Sind {\displaystyle a\in K\setminus \{0\};b\in K}, dann existieren eindeutige Elemente {\displaystyle x,y\in K} mit {\displaystyle a\cdot x=b} und {\displaystyle y\cdot a=b.}
3. Es gelten beide Distributivgesetze: {\displaystyle a\cdot (b+c)=a\cdot b+a\cdot c} und {\displaystyle (b+c)\cdot a=b\cdot a+c\cdot a} für alle {\displaystyle a,b,c\in K}.
4. Es gilt {\displaystyle 1\cdot a=a\cdot 1=a} für alle {\displaystyle a\in K}

### Pre-Semifield
Knuth bezeichnet eine algebraische Struktur {\displaystyle (K,+,\cdot ,0)} als Pre-Semifield (keine deutsche Bezeichnung bekannt), wenn die folgenden Axiome gelten:
1. {\displaystyle (K,+)} ist eine abelsche Gruppe mit neutralem Element 0.[6]
2. {\displaystyle (K\setminus \lbrace 0\rbrace ,\cdot )} ist eine Quasigruppe.
3. {\displaystyle a\cdot 0=0\cdot a=0} gilt für alle {\displaystyle a\in K}.
4. Es gelten beide Distributivgesetze: {\displaystyle a\cdot (b+c)=a\cdot b+a\cdot c} und {\displaystyle (b+c)\cdot a=b\cdot a+c\cdot a} für alle {\displaystyle a,b,c\in K}.

Gleichwertig ist das folgende Axiomensystem:
1. {\displaystyle (K,+)} ist eine Gruppe mit neutralem Element 0.
2. Sind {\displaystyle a\in K\setminus \{0\};b\in K}, dann existieren eindeutige Elemente {\displaystyle x,y\in K} mit {\displaystyle a\cdot x=b} und {\displaystyle y\cdot a=b.}
3. Es gelten beide Distributivgesetze: {\displaystyle a\cdot (b+c)=a\cdot b+a\cdot c} und {\displaystyle (b+c)\cdot a=b\cdot a+c\cdot a} für alle {\displaystyle a,b,c\in K}.

### Nukleus, Kern und Zentrum
Für einen Halbkörper {\displaystyle (K,+,\cdot )} heißen die Mengen
1. {\displaystyle {\mathcal {N}}_{l}(K)=\{a\in K|\;\forall x,y\in K:a\cdot (x\cdot y)=(a\cdot x)\cdot y\}} linker Nukleus,
2. {\displaystyle {\mathcal {N}}_{m}(K)=\{a\in K|\;\forall x,y\in K:x\cdot (a\cdot y)=(x\cdot a)\cdot y\}} mittlerer Nukleus,
3. {\displaystyle {\mathcal {N}}_{r}(K)=\{a\in K|\;\forall x,y\in K:x\cdot (y\cdot a)=(x\cdot y)\cdot a\}} rechter Nukleus,
4. {\displaystyle {\mathcal {N}}(K)={\mathcal {N}}_{l}(K)\cap {\mathcal {N}}_{m}(K)\cap {\mathcal {N}}_{r}(K)} der Nukleus

des Halbkörpers. Der linke Nukleus ist zugleich der Kern des Quasikörpers K und stets ein Schiefkörper. Wie jeder Quasikörper, so ist auch K stets ein Linksvektorraum über seinem Kern.
Die Menge {\displaystyle Z(K)=\{a\in {\mathcal {N}}(K)|\;\forall x\in K:x\cdot a=a\cdot x\}} heißt Zentrum des Halbkörpers. Dieses Zentrum ist stets ein kommutativer Körper und K ist ein Vektorraum über diesem Körper.

### Bemerkungen
- In Knuths Axiomensystem für Halbkörper kann das zweite Axiom durch die formal schwächere Aussage

„Falls {\displaystyle a\cdot b=0} für ein Paar {\displaystyle (a,b)\in K^{2}} gilt, dann folgt {\displaystyle a=0} oder {\displaystyle b=0}.“  ersetzt werden, falls K endlich ist.
- Ein Pre-Semifield ist genau dann ein Halbkörper, wenn er ein beidseitiges, universelles Einselement enthält. Offensichtlich ist jeder Halbkörper ein Pre-Semifield.
- Die additive Gruppe jedes endlichen Pre-Semifields (also insbesondere jedes endlichen Halbkörpers) K ist eine elementar abelsche p-Gruppe für eine positive Primzahl p. Diese Primzahl wird als Charakteristik von K bezeichnet.
- Ist die multiplikative Verknüpfung in einem Halbkörper assoziativ, dann ist er ein Schiefkörper.

- Mit anderen Worten: Ein Halbkörper, der zugleich ein Fastkörper ist, ist ein Schiefkörper.

## Endliche Halbkörper, verdrehte Körper und deren projektive Ebenen, Halbkörpermodelle
Knuth gelang es in seiner Dissertation zu zeigen:
1. Jeder endliche Halbkörper K ist ein d-dimensionaler Vektorraum über dem Restklassenkörper {\displaystyle \mathbb {Z} /pZ} seiner Charakteristik p. Nur dann, wenn  {\displaystyle d\geq 3} und {\displaystyle p^{d}\geq 16} ist, kann K ein echter Halbkörper sein.[10]
2. In den unter 1. genannten Fällen, also für Primzahlpotenzen {\displaystyle q=p^{d}\geq 16,d\geq 3} existiert ein echter Halbkörper mit {\displaystyle p^{d}} Elementen, der sich in den meisten Fällen aus dem endlichen Körper {\displaystyle \mathbb {F} _{q}} durch „Verdrehen“ (twisting) der Körpermultiplikation konstruieren lässt.
3. Für eine endliche projektive Translationsebene der Lenz-Klasse V sind alle Koordinatenternärkörper echte, zueinander isotope Halbkörper.[11]
4. Projektive Ebenen, deren Koordinatenternärkörper endliche Halbkörper sind, gehören stets der Lenz-Klasse V oder VII an und sind genau dann geometrisch isomorph zueinander, wenn ihre Koordinatenhalbkörper zueinander isotop sind.

Die Menge der natürlichen Zahlen n, zu denen ein echter Halbkörper mit n Elementen existiert, ist Folge A088247 in OEIS.

## Beispiele
Alle hier genannten Beispiele finden sich in der Dissertation von Knuth, es sei denn, es ist ausdrücklich eine andere Quelle angegeben.
Endliche echte Halbkörper mit 16 Elementen
Man erklärt auf dem zweidimensionalen Vektorraum {\displaystyle V={\mathbb {F} _{4}}^{2}} eine Multiplikation {\displaystyle \circ } komponentenweise mit Hilfe der gewöhnlichen Multiplikation {\displaystyle \cdot } des endlichen Körpers {\displaystyle K=\mathbb {F} _{4}=\{0,1,\omega ,\omega ^{2}=\omega +1\}} auf den Paaren. Die Addition ist jeweils die Vektorraumaddition {\displaystyle (u,v)+(x,y)=(u+x,v+y)}, Einselement der Multiplikation ist {\displaystyle (1,0)}. Der Körper K kann durch {\displaystyle \iota :K\hookrightarrow K^{2};x\mapsto (x,0)} eingebettet werden. Folgende Multiplikationen führen zu zwei nicht zueinander isotopen Halbkörpern:
1. {\displaystyle (u,v)\circ (x,y)=\left(u\cdot x+v^{2}\cdot y,v\cdot x+u^{2}\cdot y+v^{2}\cdot y^{2}\right)},
2. {\displaystyle (u,v)\circ (x,y)=\left(u\cdot v+\omega \cdot v^{2}\cdot y,v\cdot x+u^{2}\cdot y\right)}.

Pre-Semifields
Jeder Körper K, der einen nichtidentischen Automorphismus {\displaystyle \varphi } zulässt, wird mit seiner Körperaddition und der neuen Multiplikation {\displaystyle a\circ b=\varphi (a\cdot b)} zu einem kommutativen Pre-Semifileld {\displaystyle (K,+,\circ ,0)}. Diese Struktur
- besitzt kein Einselement, denn wegen {\displaystyle 1\circ 1=1} käme nur die Eins von K in Betracht, diese ist für {\displaystyle a\neq \varphi (a)} nicht neutral,
- ist assoziativ für Elemente des von dem verwendeten Automorphismus fixierten Teilkörpers {\displaystyle K_{\varphi }=\{x\in K:\varphi (x)=x\}.}